# Карло Ћелави
Карло II Ћелави  (фр. Charles le Chauve; 13. јун 823 — 5. или 6. октобар 877) је био краљ Западне Франачке (843—877), цар Светог римског царства (875—877) и краљ Италије (875—877). Он је био је најмлађи син Луја I Побожног.

## Биографија

### Луј I Побожни му додељује Западну Франачку
Родио се кад су његова браћа већ били одрасли и већ су им била додељена поткраљевства. Његов отац Луј I Побожни се нашао у проблемима, како да одузме већ додељену земљу његовој браћи и даде Карлу Ћелавом. Најпре је покушао да му додели Алеманију, па онда Италију 832. после Лотарове побуне, па онда Аквитанију. Бројне побуне и мирења Луја I Побожног са Лотаром и Лудвигом I Немачким час су доприносили да Карло Ћелави има своје поседе, а час да нема. Ипак Луј I Побожни се није предавао и успио је да Карлу Ћелавом општим договором буде додељена цела Француска.
Када је Луј I Побожни обавезао племство 837. да прихвате Карла Ћелавог као његовог наследника у Западној Франачкој, синови су му се поново побунили. Пипин Аквитански је умро 838, па Карло Ћелави коначно добија западни део Каролиншког царства као своје краљевство.

### Рат око наследства и подела Каролиншког царства
Након смрти Луја Побожног међу синовима избијају сукоби, тј рат око наследства. Лотар I је покушао да као цар има власт и над краљевствима којима владају његова браћа, па се Карло Ћелави удружује са Лудвигом I Немачким против Лотара. Победили су Лотара I у бици код Фонтноа 25. јуна 841. године. Два брата су потврдила савез Заклетвом из Стразбура. Рат је завршио Верденским споразумом у августу 843. године.
Тим споразумом Карло Ћелави добија западну Франачку, односно Француску. Добио је и Шпанску марку до реке Ебро. Лудвиг I Немачки добија источну Франачку, тј. данашњу Немачку. Лотар I је задржао царску титулу и добија Италију и круну Ломбардије, а постао је и краљ Средње Фрацуске, јер је држао појас између Рајне и Роне од Средоземља до Северног мора. Лотар је био цар, али сваки од браће је био суверени краљ своје земље.

### Побуне у Бретонији и Аквитанији
Од тада па до Лотарове смрти 855. било је мирно раздобље. Браћа би се састајала с времена на време и усклађивали су своје политике.
Карло Ћелави није био популаран међу племством. Било је побуна племства Аквитаније и Бретање против њега. Бретонци су победили Карла Ћелавог у бици код Балона 845. и бици код Јувардеја 851, па су добили готово независност.

### Упади Викинга
Карло Ћелави се борио и против Викинга, који су уништавали северна подручја земље, долине Сене и Лоаре, а чак су долазили и до Аквитаније. Врло често је морао платити високу цену да би се Викинзи повукли на почетне позиције. Едиктом из Пистра 864. Карло Ћелави ствара покретљивију војску, уводећи у већој мери коњицу.
Истим едиктом наређује утврђивање мостова на свим рекама, да би се спречили викиншки упади. Два таква моста спасила су Париз током опсаде (885—886).

### Незадовољно племство позива Лудвига I Немачког да збаци Карла Ћелавог
Незадовољно племство позвало је 858. Лудвига I Немачког да збаци Карла Ћелавог са власти. Лудвиг I Немачки је напао Западну Франачку. Карло Ћелави је био толико непопуларан да није могао да сакупи војску за одбрану, па је побегао у Бургундију.
Спасава га подршка бискупа, који су одбили да крунишу Лудвига I Немачког за краља Западне Франачке. Одбили су да уједине два краљевства, тако да је Карло Ћелави повратио власт. Неуспешно је покушао 860. да заузме краљевство свог нећака Карла од Провансе. Када му је умро 869, нећак Лотар II, покушао је да заузме његове поседе, али споразумом из Мерсена принуђен је да их дели са Лудвигом I Немачким.

### Цар Светог римског царства
Карло Ћелави је постао 29. децембра 875. цар Светог римског царства. Као цар, Карло је комбиновао мотое које су користили његов деда и отац у једну формулу: renovatio imperii Romani et Francorum, „обнова царства Римљана и Франака”. Ове речи су се појавиле на његовом печату.
Лудвиг I Немачки је био кандидат за исту круну, па на вест о крунисању Карла Ћелавог напада његове поседе. Карло Ћелави је био присиљен да се брзо врати у Француску. После смрти Лудвига I Немачког 28. августа 876, Карло Ћелави покушава да заузме Немачку, али поражен је у бици код Андернаха 8. октобра 876. године.
Папа га позива да помогне у Италији против Сарацена. Племство га није следило, а Карломан Баварски је напао северну Италију. Током тога похода Карло Ћелави је умро 5 или 6. октобра 877. године. Наслеђује га Луј II.

## Сахрана и наследство
Према Аналима Сен-Бертина, Карло је на брзину сахрањен у опатији Нантуа, у Бургундији, јер носиоци нису могли да издрже смрад његовог распадајућег тела. Неколико година касније, његови остаци су пренети у опатију Сен Дени где је дуго желео да буде сахрањен, у порфирној кади која је можда иста као и она позната као „Дагобертова када“ (cuve de Dagobert), сада у Лувру. Забележено је да је ту стојао месингани споменик који је претопљен током Револуције.
Карла је наследио његов син Луј. Карло је био принц образовања и писма, пријатељ цркве, и свестан подршке коју је могао да нађе у епископату против својих непослушних племића, јер је бирао своје саветнике међу вишим свештенством, као у случају Гуенелона од Сенса, који га је издао, и Хинкмара из Ремса.

## Ћелавост
Претпоставља се да је Чарлсов надимак коришћен иронично, а не описно; односно да у ствари није био ћелав, већ да је био изузетно длакав. Алтернативно или додатно тумачење заснива се на Чарлсовом почетном недостатку регнума. „Ћелав“ би у овом случају представљало шаљиву референцу на његово беземљаштво, у доба када су његова браћа већ неколико година били подкраљеви.
Савремени прикази његове личности, на пример, у његовој Библији из 845. године, на његовом печату из 847. (као краља), као и на његовом печату из 875. године (као цара) приказују га са пуном косом, као и коњичка статуета (око 870) за коју се сматра да га приказује.
Генеалогија франачких краљева, текст из Фонтанела који датира вероватно већ из 869. године, и текст без трунке ироније, именује га као Karolus Calvus („Карло Ћелави“). Свакако, до краја 10. века, Рихер од Ремса и Адемар од Шабана су га са пуном озбиљношћу називали „Карлом Ћелавим”.

## Породично стабло
|  |                                |  |  |  |  |  |  |  |  |  |  |  |  |  |  |  |
|  | 16. Карло Мартел               |  |  |  |  |  |  |  |  |  |  |  |  |  |  |  |
|  |                                |  |  |  |  |  |  |  |  |  |  |  |  |  |  |  |
|  |                                |  |  |  |  |  |  |  |  |  |  |  |  |  |  |  |
|  | 8. Пипин Мали                  |  |  |  |  |  |  |  |  |  |  |  |  |  |  |  |
|  |                                |  |  |  |  |  |  |  |  |  |  |  |  |  |  |  |
|  |                                |  |  |  |  |  |  |  |  |  |  |  |  |  |  |  |
|  | 17. Rotrude                    |  |  |  |  |  |  |  |  |  |  |  |  |  |  |  |
|  |                                |  |  |  |  |  |  |  |  |  |  |  |  |  |  |  |
|  |                                |  |  |  |  |  |  |  |  |  |  |  |  |  |  |  |
|  | 4. Карло Велики                |  |  |  |  |  |  |  |  |  |  |  |  |  |  |  |
|  |                                |  |  |  |  |  |  |  |  |  |  |  |  |  |  |  |
|  |                                |  |  |  |  |  |  |  |  |  |  |  |  |  |  |  |
|  | 18. Кариберт од Лаона          |  |  |  |  |  |  |  |  |  |  |  |  |  |  |  |
|  |                                |  |  |  |  |  |  |  |  |  |  |  |  |  |  |  |
|  |                                |  |  |  |  |  |  |  |  |  |  |  |  |  |  |  |
|  | 9. Бертрада од Лаона           |  |  |  |  |  |  |  |  |  |  |  |  |  |  |  |
|  |                                |  |  |  |  |  |  |  |  |  |  |  |  |  |  |  |
|  |                                |  |  |  |  |  |  |  |  |  |  |  |  |  |  |  |
|  | 19. Bertrada, Countess of Laon |  |  |  |  |  |  |  |  |  |  |  |  |  |  |  |
|  |                                |  |  |  |  |  |  |  |  |  |  |  |  |  |  |  |
|  |                                |  |  |  |  |  |  |  |  |  |  |  |  |  |  |  |
|  | 2. Луј I Побожни               |  |  |  |  |  |  |  |  |  |  |  |  |  |  |  |
|  |                                |  |  |  |  |  |  |  |  |  |  |  |  |  |  |  |
|  |                                |  |  |  |  |  |  |  |  |  |  |  |  |  |  |  |
|  | 10. Gerold of Vintzgau         |  |  |  |  |  |  |  |  |  |  |  |  |  |  |  |
|  |                                |  |  |  |  |  |  |  |  |  |  |  |  |  |  |  |
|  |                                |  |  |  |  |  |  |  |  |  |  |  |  |  |  |  |
|  | 5. Hildegard                   |  |  |  |  |  |  |  |  |  |  |  |  |  |  |  |
|  |                                |  |  |  |  |  |  |  |  |  |  |  |  |  |  |  |
|  |                                |  |  |  |  |  |  |  |  |  |  |  |  |  |  |  |
|  | 22. Hnabi                      |  |  |  |  |  |  |  |  |  |  |  |  |  |  |  |
|  |                                |  |  |  |  |  |  |  |  |  |  |  |  |  |  |  |
|  |                                |  |  |  |  |  |  |  |  |  |  |  |  |  |  |  |
|  | 11. Emma of Alamannia          |  |  |  |  |  |  |  |  |  |  |  |  |  |  |  |
|  |                                |  |  |  |  |  |  |  |  |  |  |  |  |  |  |  |
|  |                                |  |  |  |  |  |  |  |  |  |  |  |  |  |  |  |
|  | 1. Карло Ћелави                |  |  |  |  |  |  |  |  |  |  |  |  |  |  |  |
|  |                                |  |  |  |  |  |  |  |  |  |  |  |  |  |  |  |
|  |                                |  |  |  |  |  |  |  |  |  |  |  |  |  |  |  |
|  | 6. Welf                        |  |  |  |  |  |  |  |  |  |  |  |  |  |  |  |
|  |                                |  |  |  |  |  |  |  |  |  |  |  |  |  |  |  |
|  |                                |  |  |  |  |  |  |  |  |  |  |  |  |  |  |  |
|  | 3. Јудита од Баварске          |  |  |  |  |  |  |  |  |  |  |  |  |  |  |  |
|  |                                |  |  |  |  |  |  |  |  |  |  |  |  |  |  |  |
|  |                                |  |  |  |  |  |  |  |  |  |  |  |  |  |  |  |
|  | 7. Хедвиг, војвоткиња Баварске |  |  |  |  |  |  |  |  |  |  |  |  |  |  |  |
|  |                                |  |  |  |  |  |  |  |  |  |  |  |  |  |  |  |
|  |                                |  |  |  |  |  |  |  |  |  |  |  |  |  |  |  |